# Strandröplabda a 2014. évi nyári ifjúsági olimpiai játékokon
A 2014. évi nyári ifjúsági olimpiai játékokon a strandröplabda mérkőzéseinek a Nankingi Olimpiai Sportközpont adott otthont augusztus 17. és 27. között.

## Naptár
Az időpontok helyi idő szerint (UTC+8) értendők.
| Dátum         | Időpont           | Versenyszám                            |
| ------------- | ----------------- | -------------------------------------- |
| Augusztus 17. | 08:00 15:00 19:00 | Fiú, csoportkör Lány, csoportkör       |
| Augusztus 18. | 08:00 15:00 19:00 | Fiú, csoportkör Lány, csoportkör       |
| Augusztus 19. | 08:00 15:00 19:00 | Fiú, csoportkör Lány, csoportkör       |
| Augusztus 21. | 08:00 15:00 19:00 | Fiú, csoportkör Lány, csoportkör       |
| Augusztus 22. | 08:00 15:00 19:00 | Fiú, csoportkör Lány, csoportkör       |
| Augusztus 24. | 08:00             | Fiú, középdöntő Lány, középdöntő       |
| Augusztus 24. | 18:00             | Fiú, nyolcaddöntők Lány, nyolcaddöntők |
| Augusztus 25. | 15:00 20:00       | Fiú, negyeddöntők Lány, negyeddöntők   |
| Augusztus 26. | 15:00             | Lány, elődöntők                        |
| Augusztus 26. | 20:00             | Lány, helyosztók                       |
| Augusztus 27. | 15:00             | Fiú, elődöntők                         |
| Augusztus 27. | 20:00             | Fiú, helyosztók                        |

## Éremtáblázat
(A táblázatokban a rendező ország eltérő háttérszínnel, az egyes számoszlopok legmagasabb értéke vastagítással kiemelve.)
| A 2014. évi nyári ifjúsági olimpiai játékok éremtáblázata strandröplabdában | A 2014. évi nyári ifjúsági olimpiai játékok éremtáblázata strandröplabdában | A 2014. évi nyári ifjúsági olimpiai játékok éremtáblázata strandröplabdában | A 2014. évi nyári ifjúsági olimpiai játékok éremtáblázata strandröplabdában | A 2014. évi nyári ifjúsági olimpiai játékok éremtáblázata strandröplabdában | Olimpia  |
| --------------------------------------------------------------------------- | --------------------------------------------------------------------------- | --------------------------------------------------------------------------- | --------------------------------------------------------------------------- | --------------------------------------------------------------------------- | -------- |
|                                                                             | Ország                                                                      | Arany                                                                       | Ezüst                                                                       | Bronz                                                                       | Összesen |
| 1.                                                                          | Brazília (BRA)                                                              | 1                                                                           | 0                                                                           | 0                                                                           | 1        |
| 1.                                                                          | Oroszország (RUS)                                                           | 1                                                                           | 0                                                                           | 0                                                                           | 1        |
|                                                                             |                                                                             |                                                                             |                                                                             |                                                                             |          |
| 3.                                                                          | Kanada (CAN)                                                                | 0                                                                           | 1                                                                           | 0                                                                           | 1        |
| 3.                                                                          | Venezuela (VEN)                                                             | 0                                                                           | 1                                                                           | 0                                                                           | 1        |
|                                                                             |                                                                             |                                                                             |                                                                             |                                                                             |          |
| 5.                                                                          | Argentína (ARG)                                                             | 0                                                                           | 0                                                                           | 1                                                                           | 1        |
| 5.                                                                          | Németország (GER)                                                           | 0                                                                           | 0                                                                           | 1                                                                           | 1        |
|                                                                             |                                                                             |                                                                             |                                                                             |                                                                             |          |
| Összesen                                                                    | Összesen                                                                    | 2                                                                           | 2                                                                           | 2                                                                           | 6        |

## Érmesek

### Fiú
| A 2014. évi nyári ifjúsági olimpiai játékok érmesei fiú strandröplabdában | A 2014. évi nyári ifjúsági olimpiai játékok érmesei fiú strandröplabdában | A 2014. évi nyári ifjúsági olimpiai játékok érmesei fiú strandröplabdában | A 2014. évi nyári ifjúsági olimpiai játékok érmesei fiú strandröplabdában |
| ------------------------------------------------------------------------- | ------------------------------------------------------------------------- | ------------------------------------------------------------------------- | ------------------------------------------------------------------------- |
| Arany                                                                     | Ezüst                                                                     | Bronz                                                                     |                                                                           |
| Oroszország (RUS) · Oleg Stoyanovskiy · Artem Iarzutkin                   | Venezuela (VEN) · Rolando Hernandez · Jose Gomez                          | Argentína (ARG) · Leandro Aveiro · Santiago Aulisi                        |                                                                           |

### Lány
| A 2014. évi nyári ifjúsági olimpiai játékok érmesei lány strandröplabdában | A 2014. évi nyári ifjúsági olimpiai játékok érmesei lány strandröplabdában | A 2014. évi nyári ifjúsági olimpiai játékok érmesei lány strandröplabdában | A 2014. évi nyári ifjúsági olimpiai játékok érmesei lány strandröplabdában |
| -------------------------------------------------------------------------- | -------------------------------------------------------------------------- | -------------------------------------------------------------------------- | -------------------------------------------------------------------------- |
| Arany                                                                      | Ezüst                                                                      | Bronz                                                                      |                                                                            |
| Brazília (BRA) · Eduarda Santos Lisboa · Ana Patricia Silva Ramos          | Kanada (CAN) · Megan McNamara · Nicole McNamara                            | Németország (GER) · Sarah Schneider · Lisa Arnholdt                        |                                                                            |